# Крижовљан
Крижовљан је насељено место у саставу општине Мартијанец у Вараждинској жупанији, Хрватска. До територијалне реорганизације у Хрватској налазио се у саставу старе општине Лудбрег.

## Становништво
На попису становништва 2011. године, Крижовљан је имао 288 становника.

## Попис1991.
На попису становништва 1991. године, насељено место Крижовљан је имало 336 становника, следећег националног састава:
| Попис 1991.‍ | Попис 1991.‍ | Попис 1991.‍ | Попис 1991.‍ | Попис 1991.‍ |
| ----------- | ----------- | ----------- | ----------- | ----------- |
|             |             |             |             |             |
| Хрвати      | Хрвати      |             | 318         | 94,64%      |
| непознато   | непознато   |             | 18          | 5,35%       |
| укупно: 336 |             |             |             |             |